# النزاعات بين اليابان وكوريا
توجد نزاعات بين اليابان وكوريا (الشمالية والجنوبية معًا) على قضايا متعددة على مر السنين.
خضعت كوريا لاحتلال حكم إمبراطورية اليابان بدءًا من من المعاهدة اليابانية الكورية لعام 1910 حتى صك الاستسلام الياباني في عام 1945 الذي انتهى بالحرب العالمية الثانية. رفضت كوريا الجنوبية التجارة مع اليابان أو فتح علاقات دبلوماسية معها حتى عام 1956، إذ توسعت بعدها الروابط التجارية كثيرًا. حاليًا، تتشارك اليابان وكوريا الجنوبية تجاريا بشكل كبير، ويسافر العديد من الطلاب والسياح والمرُفهِّين، ورجال الأعمال بين الدورلتين، في حين لم تتطور العلاقات الاقتصادية أو السياسية لكوريا الشمالية مع اليابان.

## القضايا التاريخية

### خضوع كوريا للاحتلال الياباني
عند معاهدة اليابان مع جوسون في عام 1876، قررت اليابان توسيع مستوطناتها، وتوسعة السوق، واستحوذت على منطقة معزولة في بوسان. في الحرب اليابانية الصينة الأولى لعام 1894-95، هزمت اليابان سلالة تشينغ الحاكمة، ونجحت في تحرير كوريا من النظام التابع لتشينغ الصين بالتوصل إلى توقيع معاهدة شيمونوسيكي، التي أجبرت تشينغ على الاعتراف بكوريا التابعة لسلالة إي باعتبارها دولة مستقلة. شجعت اليابان على تحضير كوريا. وعلى أي حال، أخذت أسرة مِن، متضمنةً الملكة مِن، احتياطاتها ضد اليابان، التي كانت تزداد قوة سيطرتها على كوريا أكثر. في عام 1895، اغتال اليابانيون الملكة مِن بعد دعمها النفوذ الروسي ومعارضتها الإصلاح. في عام 1897، اُعيد تسمية جوسون بالإمبراطورية الكورية (1897-1910)، مع التأكيد على استقلالها، إلا أنها تقرّبت من روسيا كثيرًا، مع حكم الملك من السفارة الروسية، واستعانته بحراس روسيين عند عودته إلى القصر. أعلنت اليابان الحرب على روسيا  لطرد النفوذ الروسي، وانتهت الحرب من خلال معاهدة ضم اليابان لكوريا (معاهدة أولسا) في عام 1905. أصبحت كوريا محميةً لليابان في مقدمةٍ لضمها. أصبح إيتو هيروبومي -الذي كان أول رئيس وزراء لليابان وأحد أقدم السياسيين- المقيمَ العام لكوريا، وقد عارض الضم العسكري لكوريا. على أي حال، ازدهر توازن القوة في اليابان المحلية بفضل الضم العسكري، ويعزى ذلك جزئيًا إلى اغتيال أيتو في عام 1909 على يد جونغ جون. في 22 أغسطس عام 1910، انضمت كوريا من خلال توقيع المعاهدة اليابانية الكورية.
قاد كيم إل سونغ حركة الاستقلال الكورية، التي كانت نشيطةً في المناطق الحدودية للصين وروسيا، وخاصةً في المناطق ذات عدد السكان الضخم من الكوريين العرقيين. أسس كيم كوريا الشمالية، ولم توقّع ذريته بعد ذلك أي معاهدة سلام مع اليابان. انتقلت حكومة جمهورية كوريا المؤقتة من شنغهاي إلى تشونغتشينغ، التي سيرها لاحقًا أول رئيس لكوريا الشمالية إي سنغ مان. مارس لي ضغطًا في الولايات المتحدة واعترف دوغلاس ماكارثر به حاكمًا لكوريا الجنوبية. انتهى تحكم اليابان بكوريا في 9 سبتمبر عام 1945، عندما وقع حاكم كوريا العام وثيقة استسلام الولايات المتحدة في سول.

### المعاهدة اليابانية الكورية
في عام 1910، ضمت اليابان كوريا عسكريًا. تعَد شرعية الضم العسكري والخمسة والثلاثون سنة التالية من احتلال اليابان لشبه الجزيرة الكورية أمرًا مثيرًا للجدل. انتُقد كلا الأمرين بسبب عدم الشرعية بالاعتماد على حقيقة أن المعاهدة الكورية اليابانية لعام 1905 وُقّعت تحت الإكراه، ولم يوافق عليها أبدًا غوانغمو إمبراطور كوريا.

### اعتذارات اليابان لكوريا عن الاستعمار

#### كوريا الجنوبية
على الرغم من إنشاء علاقات دبلوماسية عن طريق معاهدة في عام 1965، استمرت كوريا الجنوبية في طلب اعتذار وتعويض عن احتلال اليابان لكوريا. اعتذرت الحكومة اليابانية رسميًا في عدة مناسبات. في عام 2012، صرحت الحكومة الكورية الجنوبية بوجوب اعتذار إمبراطور أكيهيتو عن الحكم الاستعماري الياباني لشبه الجزيرة الكورية. أصدر معظم رؤساء الوزراء اعتذارات، بمن فيهم رئيس الوزاء كيزو أوبوتشي في البيان الرسمي المشترك بين اليابان وكوريا الجنوبية في عام 1998. وبينما رحّب الكوريون الاعتذارات وقبلوها في ذلك الوقت، افترض العديد من الكوريين الجنوبيين عدم صدق التصريحات؛ بسبب سوء الفهم بين الدولتين. تعود أحد الأمثلة لعام 2005، عندما زار 47 عضوًا من البرلمان ضريح ياسوكوني لإحياء ذكراه، في حين لم يشارك مجلس وزراء كويزومي، وذلك في نفس الوقت تمامًا الذي كان يصدر فيه رئيس الوزراء كويزومي اعتذارًا. صوّر إعلام كوريا الجنوبية هذا الأمر على أنه تناقض تسبّب في شك العديد من الكوريين الجنوبيين ورفضهم التصريحات اليابانية حول الاعتذار.

#### كوريا الشمالية
قال رئيس الوزراء جونيتشيرو كويزومي، في تصريح بيونغ ينغ جمهورية كوريا الديمقراطية الشعبية واليابان: «أعبر مجددًا عن مشاعري  من تأنيب الضمير العميق وأقدم اعتذارًا من القلب، وأعبر أيضًا عن مشاعر الحداد على كل الضحايا، سواء الذين وقعوا في المنزل أو في الخارج، أثناء الحرب».

### تصاريح السياسيين اليابانيين حول الحكم الاستعماري
منذ خمسينيات القرن العشرين، صرّح العديد من الموظفين والسياسيين البارزين في اليابان حول الحكم الاستعماري الياباني في كوريا، الذي تسبّب بالغضب وأدى إلى فضيحة دبلوماسية في العلاقات الكورية اليابانية. أدت التصاريح إلى معاداة اليابانيين بين الكوريين، وتكوّن وعي موسع حول هذه الاعتذارات عن الحكم الاستعماري الياباني على أنها غير صادقة ومرفوضة نتيجة هذه التصاريح.
أثناء المحادثات بين كوريا واليابان في عام 1953، صرح كانيشيرو كوبوتا، أحد النواب اليابانيين: «كان الحكم الاستعماري الياباني مفيدًا لكوريا...بكل الأحوال، استُعمرت كوريا على يد دول أخرى أدت إلى سلطات أقسى من السلطات اليابانية». يعتبرالعديد من الكوريين هذا الكلام على أنه أول تصريح متهور صدر عن سياسي ياباني حول الحكم الاستعماري في كوريا.
في عام 1997، صرح شينزو آبي، الذي كان حينها عضوًا في مجلس النواب الياباني وحاليًا رئيس الوزراء الياباني: «كان الضم العسكري ليابان وكوريا خيار الكوريين… الأشخاص الذين يجب لومهم هم أسلاف الكوريين».
في عام 2007، صرّح هاكوبون شيمومورا، الذي كان حينها نائب رئيس مجلس النواب: «نظام نساء المتعة موجود، ولكنني أعتقد السبب وراء هذا بيع الآباء الكوريين لبناتهم في ذلك الوقت».
في مئوية معاهدة الضم اليابانية الكورية في 27 مارس عام 2010، صرّح يوكيو إيدانو، الذي كان حينها وزير الدولة الياباني لتجديد الحكومة: «كان غزو الصين وكوريا واستعمارهما أمرًا حتميًا...منذ عدم قدرتهما على تطوير أنفسهما».

### تعويض اليابانيين لكوريا عن هيمنة اليابان
بعد عشرين عامًا من الحرب العالمية الثانية، أعادت كوريا الجنوبية واليابان تأسيس علاقات دبلوماسية عند توقيعهم معاهدة العلاقات الأساسية في عام 1965. في عام 2005، كشفت كوريا الجنوبية الوثائق الدبلوماسية المفصلة لمجريات المعاهدة. أبقتها كوريا الجنوبية سرًا لأربعين عامًا، أظهرت الوثائق تزويد اليابان قرضًا ميسرًا بقيمة خمسمئة مليون دولارًا ومنحةً بقيمة ثلاثمئة مليون تعويضًا عن هيمنة اليابان. وافقت كوريا على عدم طلب أي تعويض بعد المعاهدة، سواء على مستوى حكومة لحكومة أو على مستوى فرد لحكومة. وكشفت أيضًا تولي حكومة كوريا الجنوبية مسؤولية تعويض الأفراد على شكل دفعة مقطوعة بينما رفضوا اقتراح اليابان بدفع تعويض مباشر.
على أي حال، استخدمت حكومة كوريا الجنوبية معظم القروض في التطوير الاقتصادي، وفشلت في تزويد تعويضات كافية للضحايا، إذ دفعوا فقط 300.000 وون كوري جنوبي عن كل حالة موت، مع مجموعٍ كلي يُقدّر بنحو 2.750 وون لأقرباء 8.552 ضحيةً من الذين فارقوا الحياة في السُّخرة. ونتيجةً لذلك، كان الضحايا الكوريون يستعدون لرفع دعوى تعويض ضد حكومة كوريا الجنوبية بحلول عام 2005. لم تستبعد المعاهدة الدعاوى الفردية ضد الأفراد أو الشركات اليابانية إلا أنه غالبًا ما تُقيد مثل هذه الدعاوى بموجب قانون التقادم. أصدرت محاكمة جرائم الحرب الدولية حول الاستعباد الجنسي العسكري لليابانيين، وهي محاكمة وهمية نظتمها منظماتٌ يابانيةٌ غير حكومية ودعمتها، الحُكم التالي: «لا تستطيع الدول الموافقة على معاهدة تنازل عن مسؤولية دول أخرى حول جرائم ضد الإنسانية».
في يوليو عام 2013، اتهم رئيس وزراء اليابان شينزو آبي حكومة كوريا الجنوبية لعدم قيامها بـ«ردٍ مناسبٍ لخرقها» المعاهدة. في ردة فعل، نصحت الناطقة بلسان البيت الأزرق كو مين جونغ حكومة الدولتين بـ«عدم تخطي حدودهما وبذل قصارى جهدهما من أجل تحقيق تعاونٍ مستقبليٍّ بين الدولتين وشعوبهما». فيما بعد، دعى رئيس كوريا الجنوبية مون جاي إن لـ«إبداع تكنولوجي» من أجل تقليل الاعتماد على اليابان.

### عودة جثث الكوريين
خلال الاحتلال الياباني لكوريا (خاصةً خلال الحرب العالمية الثانية)، حشدت اليابان 700.000 عامل كوري للمحافظة على إنتاجها الصناعي، خاصةً في صناعة التعدين. عاد بعضهم في النهاية إلى كوريا بعد الحرب، مع موت بعضهم في اليابان أثناء القصف الذري على هيروشيما، أو الغارات الجوية الأخرى على اليابان. قد يعود عدد الوفيات المرتفعة لأسباب أخرى في الحالات القاسية من الحرب. صرحت شركاتٌ، أمثال ميتسوبيشي، وميتسوي، وغيرها أن اللوم يجب أن يقع على الحكومة لا على الشركات الخاصة. إذ قسمت الحكومة الأموال على الشركات بهدف ترحيل العاملين إلى وطنهم. أعطت الشركات اليابانية عند انتهاء الحرب مبالغ لقواد العمل الصينيين بقصد عودة العمال الصينيين إلى موطنهم، إلا أن المال اختفى بعد توزيعه على العمال الصينيين. وفي وقتٍ لاحقٍ طلبت جمهورية الصين الشعبية وكوريا الجنوبية المساعدة في إيجاد جثث العمال الصينيين واليابانيين المختطفين من أجل دفن لائقٍ بهم. أعاق الوضع الصين وكوريا من تنسيق ملائم لجهودهما، وحددوا هوية فقط بضع مئات من الجثث. بالإضافة إلى ذلك، بدأ العمال الكوريون بالمطالبة بأجورهم غير المدفوعة فورًا بعد استسلام اليابان، ويستمرون في هذا حتى اليوم. تبقى هذه القضية بارزةً في كوريا الجنوبية.